# Międzynarodowy Puchar Piłkarski (1963/1964)
Międzynarodowy Puchar Piłkarski 1963/1964 zwany także Pucharem Karla Rappana był 3. edycją piłkarskiego turnieju. Turniej zorganizowano z udziałem 48 drużyn. Zespoły zostały podzielone na dwanaście grup po cztery zespoły każda. Podobnie jak w pierwszym sezonie, zespoły podzielono według ich położenia geograficznego. W grupach „A” zagrały kluby z Belgii, Francji, Włoch i Szwajcarii, w grupach „B” kluby z Republiki Federalnej Niemiec, Holandii, Austrii i Szwecji, a w grupach „C” drużyny reprezentujące Niemiecką Republikę Demokratyczną, Jugosławię, Polskę i Czechosłowację. Dwunastu zwycięzców grup awansowało do rundy pucharowej. Zwycięzcą turnieju został Slovnaft Bratislava

## Grupa A1
| Lp. | Drużyna      | M | Z | R | P | B+ | B- | +/– | Pkt |                  |     | LIE | FIO | SED | ZUR |
| --- | ------------ | - | - | - | - | -- | -- | --- | --- | ---------------- | --- | --- | --- | --- | --- |
| 1   | RSC Liégeois | 6 | 2 | 3 | 1 | 8  | 8  | 0   | 7   | awans do I rundy |     | —   | 1–1 | 1–3 | 1–0 |
| 2   | Fiorentina   | 6 | 2 | 2 | 2 | 8  | 9  | −1  | 6   |                  |     | 0–1 | —   | 5–4 | 1–0 |
| 3   | Sedan-Torcy  | 6 | 2 | 2 | 2 | 12 | 16 | −4  | 6   |                  | 2–2 | 2–0 | —   | 1–1 |     |
| 4   | FC Zürich    | 6 | 1 | 3 | 2 | 11 | 6  | +5  | 5   |                  | 2–2 | 1–1 | 7–0 | —   |     |

## Grupa A2
| Lp. | Drużyna         | M | Z | R | P | B+ | B- | +/– | Pkt |                  |     | SAM | NIM | ANT | LAU |
| --- | --------------- | - | - | - | - | -- | -- | --- | --- | ---------------- | --- | --- | --- | --- | --- |
| 1   | Sampdoria Genua | 6 | 4 | 1 | 1 | 13 | 3  | +10 | 9   | awans do I rundy |     | —   | 0–2 | 5–0 | 5–0 |
| 2   | Nîmes Olympique | 6 | 4 | 1 | 1 | 13 | 7  | +6  | 9   |                  |     | 1–1 | —   | 3–2 | 5–1 |
| 3   | Royal Antwerp   | 6 | 2 | 0 | 4 | 9  | 14 | −5  | 4   |                  | 0–1 | 3–1 | —   | 2–0 |     |
| 4   | Lausanne        | 6 | 1 | 0 | 5 | 5  | 16 | −11 | 2   |                  | 0–1 | 0–1 | 4–2 | —   |     |

## Grupa A3
| Lp. | Drużyna     | M | Z | R | P | B+ | B- | +/– | Pkt |                  |     | MOD | GAN | TOU | YBO |
| --- | ----------- | - | - | - | - | -- | -- | --- | --- | ---------------- | --- | --- | --- | --- | --- |
| 1   | Modena      | 6 | 3 | 2 | 1 | 8  | 6  | +2  | 8   | awans do I rundy |     | —   | 1–1 | 2–0 | 3–1 |
| 2   | La Gantoise | 6 | 2 | 3 | 1 | 10 | 9  | +1  | 7   |                  |     | 0–0 | —   | 2–1 | 2–0 |
| 3   | Toulouse    | 6 | 3 | 0 | 3 | 14 | 10 | +4  | 6   |                  | 3–0 | 5–3 | —   | 3–0 |     |
| 4   | Young Boys  | 6 | 1 | 1 | 4 | 7  | 14 | −7  | 3   |                  | 1–2 | 2–2 | 3–2 | —   |     |

## Grupa A4
| Lp. | Drużyna              | M | Z | R | P | B+ | B- | +/– | Pkt |                  |     | ROU | VEN | LIE | LCH |
| --- | -------------------- | - | - | - | - | -- | -- | --- | --- | ---------------- | --- | --- | --- | --- | --- |
| 1   | Rouen                | 6 | 4 | 0 | 2 | 18 | 13 | +5  | 8   | awans do I rundy |     | —   | 2–1 | 2–0 | 4–3 |
| 2   | AC Venezia           | 6 | 3 | 1 | 2 | 10 | 7  | +3  | 7   |                  |     | 3–1 | —   | 2–0 | 2–1 |
| 3   | Lierse SK            | 6 | 3 | 1 | 2 | 7  | 8  | −1  | 7   |                  | 3–2 | 1–0 | —   | 2–1 |     |
| 4   | FC La Chaux-de-Fonds | 6 | 0 | 2 | 4 | 11 | 18 | −7  | 2   |                  | 3–7 | 2–2 | 1–1 | —   |     |

## Grupa B1
| Lp. | Drużyna        | M | Z | R | P | B+ | B- | +/– | Pkt |                  |     | RPD | PSV | NEU | DGÅ |
| --- | -------------- | - | - | - | - | -- | -- | --- | --- | ---------------- | --- | --- | --- | --- | --- |
| 1   | SC Rapid       | 6 | 5 | 0 | 1 | 17 | 6  | +11 | 10  | awans do I rundy |     | —   | 5–2 | 4–1 | 3–1 |
| 2   | PSV Eindhoven  | 6 | 4 | 0 | 2 | 11 | 10 | +1  | 8   |                  |     | 1–2 | —   | 4–3 | 2–0 |
| 3   | VfR Neumünster | 6 | 2 | 0 | 4 | 9  | 14 | −5  | 4   |                  | 1–0 | 0–1 | —   | 2–1 |     |
| 4   | Djurgårdens IF | 6 | 1 | 0 | 5 | 6  | 13 | −7  | 2   |                  | 0–3 | 0–1 | 4–2 | —   |     |

## Grupa B2
| Lp. | Drużyna          | M | Z | R | P | B+ | B- | +/– | Pkt |                  |     | BAY | FIR | SPR | IFK |
| --- | ---------------- | - | - | - | - | -- | -- | --- | --- | ---------------- | --- | --- | --- | --- | --- |
| 1   | Bayern Monachium | 6 | 4 | 2 | 0 | 19 | 9  | +10 | 10  | awans do I rundy |     | —   | 2–1 | 6–0 | 2–2 |
| 2   | First Vienna     | 6 | 3 | 1 | 2 | 14 | 11 | +3  | 7   |                  |     | 2–2 | —   | 4–1 | 1–0 |
| 3   | Sparta Rotterdam | 6 | 3 | 0 | 3 | 13 | 17 | −4  | 6   |                  | 1–2 | 5–1 | —   | 2–1 |     |
| 4   | IFK Göteborg     | 6 | 0 | 1 | 5 | 10 | 19 | −9  | 1   |                  | 3–5 | 1–5 | 3–4 | —   |     |

## Grupa B3
| Lp. | Drużyna          | M | Z | R | P | B+ | B- | +/– | Pkt |                  |     | ÖRG | WIN | PIR | ENS |
| --- | ---------------- | - | - | - | - | -- | -- | --- | --- | ---------------- | --- | --- | --- | --- | --- |
| 1   | Örgryte Göteborg | 6 | 3 | 2 | 1 | 14 | 10 | +4  | 8   | awans do I rundy |     | —   | 3–0 | 4–1 | 2–0 |
| 2   | Wiener AC        | 6 | 3 | 1 | 2 | 7  | 8  | −1  | 7   |                  |     | 1–1 | —   | 3–0 | 1–0 |
| 3   | Pirmasens        | 6 | 3 | 0 | 3 | 19 | 11 | +8  | 6   |                  | 5–1 | 4–1 | —   | 8–0 |     |
| 4   | Enschede         | 6 | 1 | 1 | 4 | 5  | 16 | −11 | 3   |                  | 3–3 | 0–1 | 2–1 | —   |     |

## Grupa B4
| Lp. | Drużyna              | M | Z | R | P | B+ | B- | +/– | Pkt |                  |     | NOR | AJX | TAS | SCH |
| --- | -------------------- | - | - | - | - | -- | -- | --- | --- | ---------------- | --- | --- | --- | --- | --- |
| 1   | IFK Norrköping       | 6 | 4 | 1 | 1 | 14 | 9  | +5  | 9   | awans do I rundy |     | —   | 1–4 | 3–0 | 4–1 |
| 2   | Ajax Amsterdam       | 6 | 3 | 1 | 2 | 17 | 12 | +5  | 7   |                  |     | 0–1 | —   | 5–1 | 4–2 |
| 3   | Tasmania 1900 Berlin | 6 | 1 | 3 | 2 | 11 | 16 | −5  | 5   |                  | 3–3 | 2–2 | —   | 4–2 |     |
| 4   | Schwechater          | 6 | 1 | 1 | 4 | 12 | 17 | −5  | 3   |                  | 1–2 | 5–2 | 1–1 | —   |     |

## Grupa C1
| Lp. | Drużyna             | M | Z | R | P | B+ | B- | +/– | Pkt |                  |     | SLO | VEL | ZSO | MOT |
| --- | ------------------- | - | - | - | - | -- | -- | --- | --- | ---------------- | --- | --- | --- | --- | --- |
| 1   | Slovnaft Bratislava | 6 | 4 | 1 | 1 | 12 | 4  | +8  | 9   | awans do I rundy |     | —   | 6–1 | 1–0 | 2–1 |
| 2   | Velež Mostar        | 6 | 3 | 1 | 2 | 9  | 12 | −3  | 7   |                  |     | 1–1 | —   | 4–1 | 1–0 |
| 3   | Zagłębie Sosnowiec  | 6 | 3 | 0 | 3 | 8  | 8  | 0   | 6   |                  | 1–0 | 4–1 | —   | 2–0 |     |
| 4   | Motor Jena          | 6 | 1 | 0 | 5 | 3  | 8  | −5  | 2   |                  | 0–2 | 0–1 | 2–0 | —   |     |

1. ↑  Mecz Zagłębie Sosnowiec - Motor Jena został przerwany po tym, jak zespół Motoru z powodu kontuzji i wykluczeń został zdekompletowany, wynik z boiska został utrzymany.

## Grupa C2
| Lp. | Drużyna           | M | Z | R | P | B+ | B- | +/– | Pkt |                  |     | SLB | RCH | OFK | EMP |
| --- | ----------------- | - | - | - | - | -- | -- | --- | --- | ---------------- | --- | --- | --- | --- | --- |
| 1   | Slovan Bratysława | 6 | 3 | 2 | 1 | 12 | 7  | +5  | 8   | awans do I rundy |     | —   | 4–1 | 4–0 | 1–1 |
| 2   | Ruch Chorzów      | 6 | 3 | 1 | 2 | 12 | 8  | +4  | 7   |                  |     | 3–0 | —   | 3–0 | 3–1 |
| 3   | OFK Belgrad       | 6 | 2 | 2 | 2 | 7  | 12 | −5  | 6   |                  | 2–2 | 2–1 | —   | 2–1 |     |
| 4   | Empor Rostock     | 6 | 0 | 3 | 3 | 5  | 9  | −4  | 3   |                  | 0–1 | 1–1 | 1–1 | —   |     |

## Grupa C3
| Lp. | Drużyna         | M | Z | R | P | B+ | B- | +/– | Pkt |                  |     | PBT | CRV | VOR | TRE |
| --- | --------------- | - | - | - | - | -- | -- | --- | --- | ---------------- | --- | --- | --- | --- | --- |
| 1   | Polonia Bytom   | 6 | 2 | 3 | 1 | 17 | 10 | +7  | 7   | awans do I rundy |     | —   | 6–1 | 2–2 | 2–2 |
| 2   | Crvena Zvezda   | 6 | 3 | 1 | 2 | 15 | 15 | 0   | 7   |                  |     | 4–3 | —   | 2–1 | 5–1 |
| 3   | Vorwärts Berlin | 6 | 1 | 3 | 2 | 10 | 9  | +1  | 5   |                  | 1–1 | 2–2 | —   | 3–0 |     |
| 4   | Jednota Trenčín | 6 | 2 | 1 | 3 | 7  | 15 | −8  | 5   |                  | 0–3 | 2–1 | 2–1 | —   |     |

## Grupa C4
| Lp. | Drużyna       | M | Z | R | P | B+ | B- | +/– | Pkt |                  |     | OOP | KLA | HAJ | MOT |
| --- | ------------- | - | - | - | - | -- | -- | --- | --- | ---------------- | --- | --- | --- | --- | --- |
| 1   | Odra Opole    | 6 | 3 | 2 | 1 | 8  | 3  | +5  | 8   | awans do I rundy |     | —   | 4–0 | 1–0 | 1–0 |
| 2   | SONP Kladno   | 6 | 3 | 1 | 2 | 7  | 8  | −1  | 7   |                  |     | 1–1 | —   | 2–0 | 2–1 |
| 3   | Hajduk Split  | 6 | 3 | 0 | 3 | 7  | 8  | −1  | 6   |                  | 1–0 | 1–2 | —   | 2–1 |     |
| 4   | Motor Zwickau | 6 | 1 | 1 | 4 | 6  | 9  | −3  | 3   |                  | 1–1 | 1–0 | 2–3 | —   |     |

## I runda
| Drużyna 1                            | Wynik dwumeczu | Drużyna 2         | Pierwszy mecz | Drugi mecz |
| ------------------------------------ | -------------- | ----------------- | ------------- | ---------- |
| Bayern Monachium                     | 4:7            | Rouen             | 2:3           | 2:4        |
| Slovnaft Bratislava                  | 4:3            | Modena            | 4:1           | 0:2        |
| Sampdoria Genoa                      | 1:3            | Polonia Bytom     | 0:2           | 1:1        |
| Örgryte Göteborg                     | 1:2            | Slovan Bratysława | 0:1           | 1:1        |
| Odra Opole                           | 5:2            | IFK Norrköping    | 3:2           | 2:0        |
| RSC Liégeois                         | 2:1            | Rapid Wiedeń      | 2:0           | 0:1        |
| Po lewej gospodarz pierwszego meczu. |                |                   |               |            |

## Ćwierćfinał
| Drużyna 1                            | Wynik dwumeczu | Drużyna 2     | Pierwszy mecz | Drugi mecz |
| ------------------------------------ | -------------- | ------------- | ------------- | ---------- |
| Slovan Bratysława                    | 1:1            | Odra Opole    | 0:0           | 1:1(dogr.) |
| Rouen                                | 6:3            | RSC Liégeois  | 3:0           | 3:3        |
| Örgryte Göteborg                     | 3:10           | Polonia Bytom | 1:7           | 2:3        |
| Slovnaft Bratislava                  | 3:1            | Modena        | 2:1           | 0:1        |
| Po lewej gospodarz pierwszego meczu. |                |               |               |            |

## Półfinał
| Drużyna 1                            | Wynik dwumeczu | Drużyna 2  | Pierwszy mecz | Drugi mecz |
| ------------------------------------ | -------------- | ---------- | ------------- | ---------- |
| Polonia Bytom                        | 2:1            | Odra Opole | 2:1           | 0:0        |
| Slovnaft Bratislava                  | 7:2            | FC Rouen   | 5:0           | 2:2        |
| Po lewej gospodarz pierwszego meczu. |                |            |               |            |

## Finał
| Drużyna 1                 | Wynik | Drużyna 2     |
| ------------------------- | ----- | ------------- |
| Slovnaft Bratislava       | 1:0   | Polonia Bytom |
| Po lewej gospodarz meczu. |       |               |